# Jan Floris Hendrik Carel van Nassau la Lecq

Wapen van Jan Floris Hendrik Karel
graaf van Nassau
(na 1814)

Jan Floris Hendrik Carel graaf van Nassau la Lecq (gedoopt Leerdam, 15 september 1782 - Amsterdam, 29 maart 1824) was een Nederlands militair en politicus en zoon van Jan Floris van Nassau-LaLecq (1751-1814) en Barbara Arnolda Lemmers (1757-1846).
Van 1797 tot oktober 1807 was Van Nassau la Lecq in Pruisische dienst vanaf 1805 tot als 2e luitenant. Hij nam deel aan de slagen bij Jena en Auerstedt, en werd bij Maagdenburg gevangengenomen. Uiteindelijk nam hij zijn ontslag.
In 1808 trad Jan Floris, die door de prins van Oranje van zijn eed van trouw aan de stadhouders was ontslagen, in Franse dienst bij het Legion Hannoverienne. Hij nam als kapitein deel aan de veldtochten in Spanje en Portugal, als aide-de-camp van Generaal Monbrun. Hij werd in 1811 overgeplaatst naar het 123ème Regiment d'Infanterie de Ligne, een eenheid die grotendeels uit Nederlanders bestond. Met deze eenheid vocht hij in Duitsland in 1812-1813. Zijn bataljon was deel van het garnizoen van Stettin, dat in 1813 belegerd werd. Jan Floris werd officieel ontslagen uit Franse dienst op 20 maart 1814. Hij werd kapitein bij het Oranje Legioen, later bij het 2e Bataljon Infanterie van Linie. Met deze eenheid nam hij deel aan de Slag bij Waterloo (18 juni 1815) en de opmars naar Parijs. Na de Waterloo-campagne werd hij overgeplaatst naar het Koloniaal Depot.
In augustus 1815 werd hij, voor zijn aandeel in de Slag bij Waterloo tot Ridder der Vierde Klasse in de Militaire Willems-Orde benoemd omdat hij, zo heette het in de consideratie "tijdens de bevrijding van het grondgebied der Nederlanden door beleid en moed tegen den algemeenen vijand [heeft] uitgemunt".
Op 28 augustus 1814 werd hij benoemd in de Ridderschap van Holland met de titel graaf op allen, en daarmee opgenomen in de Nederlandse adelstand. De titel zou vererven op alle wettige afstammelingen in mannelijke lijn maar Jan Floris en zijn echtgenote Louissa Philippina Houth (1780-1839) stierven kinderloos. Hij was dus de enige graaf van Nassau die tot de Ridderschap van Holland en de adel van het Koninkrijk der Nederlanden heeft behoord en de van Stadhouder Maurits en zijn geliefde Margaretha van Mechelen afstammende lijn Nassau-Lalecq is met hem in mannelijke lijn uitgestorven.

Hij was vanaf 1815 tot aan zijn overlijden lid van de Provinciale Staten van Holland.
Jan Floris werd als laatste bijgezet in de familie grafkelder van Nassau-LaLecq in Ouderkerk aan den IJssel.